# 南科瓦
16°23′13″S 18°59′13″E / 16.38694°S 18.98694°E

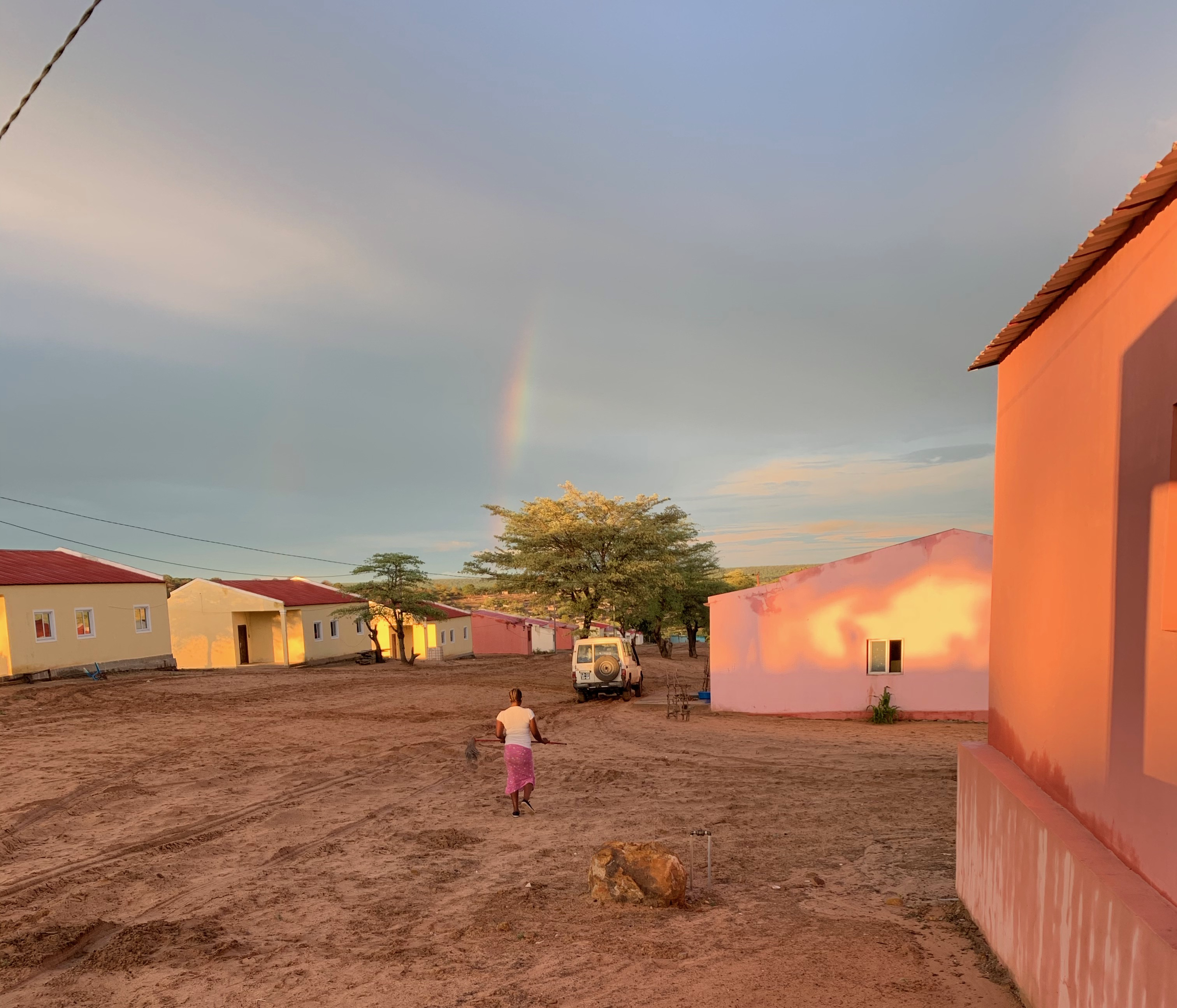
南科瓦

南科瓦（葡萄牙語：Nancova），是安哥拉的城鎮，位於該國東南部，由庫安多古班哥省負責管轄，東鄰馬溫加，面積10,310平方公里，2014年人口3,451，人口密度每平方公里0.3人。